# Плотность населения
Пло́тность населе́ния — число жителей, приходящееся на один км² территории. 
При расчёте плотности населения могут исключаться необитаемые территории и крупные внутренние водные пространства. Помимо общей плотности населения, используются отдельные показатели плотности для сельского и городского населения. Средняя плотность населения Земли по состоянию на 2023 год равна 58 человек на км², 54 человек на км² с учётом Антарктиды.
С ростом численности населения возрастает и его плотность. В 1890 году средняя плотность населения Земли была равна 12 человек на один км², в 1950 году уже 18 человек, а в 1992 году — 40 человек.

## Факторы, влияющие на плотность населения
Люди неодинаково распределены по полушариям планеты. В основном они проживают в Северном (90 %) и Восточном (85 %) полушариях планеты. Плотность населения сильно, до десятков раз отличается между материками. Ещё сильнее различия в плотности населения между разными странами мира.
Характер размещения населения Земли с течением истории человечества менялся от резко неравномерного мелкоочагового в сторону расширения очагов размещения. В более освоенных регионах Земли эти очаги соединялись, формируя сравнительно равномерное размещение населения. Но в целом размещение населения все равно остается крайне неравномерным. Так, в Азии, где в течение многих веков обитало не менее 60 % населения Земли, есть страны с плотностью более 300 человек на км² (Бангладеш, Индия, Южная Корея, Япония) и есть малонаселенные просторы Сибири, Казахстана, Тибета, Монголии, где плотность населения составляет 1-3 человека на км² и даже меньше. Рекордсменами по плотности населения являются карликовые государства (Монако, Сингапур, Ватикан, Бахрейн).
Среди факторов, влияющих на характер расселения людей и, следовательно, на плотность населения:
1. Удалённость от моря
2. Абсолютная высота местности
3. Рельеф местности
4. Давность освоения территории
5. Климат

Большая часть человечества сосредоточена на очень небольшом пространстве. Так, на 1979 год, 70 % населения планеты были сосредоточены на 11 млн. км², при плотности в 200 человек на км² и более. Историк Фернан Бродель писал по этому поводу:

Сент-Экзюпери это выразил на свой манер: мир фонтанов и домов — лишь узкая полоска на поверхности земного шара; стоило ему ошибиться первый раз, и его самолет затерялся среди парагвайского тропического леса; а стоило ему ошибиться вторично, и он приземлился в песках Сахары.

### Плотность населения городов
В большинстве западноевропейских городов плотность населения по мере удаления от центра города очень резко уменьшается. Это связано с тем, что земля в центре города стоит дорого, и на ней строят высокие здания, а для окраин многоэтажное строительство нехарактерно. Но, например, в таких городах России как Москва, Казань, Нижний Новгород и Пермь, плотность населения растет от центра к окраинам. В СССР из-за отсутствия рынка земли в центре городов строились промышленные объекты, а не жильё, а новые жилые дома строились на окраинах. Плотность населения крупных российских городов выше плотности населения подавляющего большинства других европейских, североамериканских и даже азиатских городов. Согласно принципам программы ООН-Хабитат, плотность городского населения должна составлять не менее 15 тысяч чел./км², чтобы избежать «расползания» городов.

## Примеры территорий с различными плотностями населения
Данные в единицах: человек на квадратный километр
- Дакка — 44 000 (оценка на 2014 год[10])
- Манила — 42 858 (агломерация Метро-Манила — 18 246 на 2007 год[11])
- Монако — 37 172[2]
- Мумбаи — 32 300 (оценка на 2014 год[10])
- Макао — 22 885[2]
- Париж — 21 196 (оценка на 2014 для агломерации «Большой Париж» — 3900[10])
- Токио — 14 061 (по 23 специальным округам, 5963 с учётом всей префектуры города)
- Сингапур — 7971[2]
- Гонконг — 6801[12]
- Минск — 5509 (оценка на 2014 год)
- Сектор Газа — 5044 (оценка на 2014 год[13])
- Москва — 4822 (с учётом Новой Москвы) (оценка на 2014 для Московской агломерации — 3400[10])
- Мальта — 1418[2]
- Мальдивы — 1208[2]
- Европейский Союз — 115[2]
- Австралия — 3[2]
- Монголия — 2[2]

Самая низкая плотность населения среди крупных административных единиц — в Нунавуте, она составляет 0,02 чел/км². Нунавут — самая крупная и новая территория Канады, её площадь — 1,9 млн км², а численность населения — 33 697 человек.

## Самые густонаселённые страны и территории
Список составлен без учёта карликовых стран, данные приведены по состоянию на 2013 год. Данные в единицах: человек на квадратный километр.
- Бангладеш — 1087
- Палестинская территория — 734
- Тайвань — 649
- Южная Корея — 505
- Ливан — 464
- Руанда — 422
- Пуэрто-Рико — 410
- Нидерланды — 404
- Бурунди — 391
- Индия — 388